# Lev Deutsch
Pour les articles homonymes, voir Deutsch.
Lev Grigorievich Deutsch, ou Leo Deutsch (en russe : Лев Григо́рьевич Дейч), né le 25 septembre 1855 à Toultchyn et mort le 5 août 1941, est un militant révolutionnaire russe membre fondateur du mouvement Tcherny Peredel puis plus tard militant du Parti ouvrier social-démocrate de Russie et un des responsables de la tendance Menchevik.

## Biographie
Lev Grigorievich Deutsch fut très tôt converti au marxisme. Il fut un militant actif dans le sud de la Russie.
En 1875, il fut finalement arrêté, mais il réussit à s'échapper de sa garde à vue et entra en clandestinité et tenta d'organiser une insurrection paysanne.
Leo Deutsch rejoint le mouvement révolutionnaire Zemlia i Volia (Terre et Liberté), puis, lors de la scission de cette organisation, rejoignit le mouvement Tcherny Peredel (Répartition noire). Il soutint une campagne de propagande socialiste parmi les ouvriers et les paysans. Après la disparition  de ce mouvement en raison de ses nombreuses arrestation et exils, la majorité des membres rejoignirent l'organisation activiste Narodnaïa Volia (Volonté du Peuple).
En 1880, Lev Deutsch et d'autres dirigeants du groupe Répartition Noire, notamment Gueorgui Plekhanov, Vera Zassoulitch et Pavel Axelrod, fondèrent le mouvement Libération du Travail (Освобождение труда ou Osvobojdénié truda),lors d'un congrès fondateur à Genève en 1883.
Leo Deutsch fut arrêté en Allemagne en 1884 et extradé vers la Russie, pour y être jugé par un tribunal russe pour une action terroriste qu'il avait commise en 1876. Reconnu coupable, il fut condamné 13 ans de travaux forcés en Sibérie. Lev Deutsch a réussi à s'évader en 1901 et à s'exiler vers Genève puis vécu en France, en Angleterre à Londres et se rendit aux États-Unis à New York. Il devint un membre actif du Parti ouvrier social-démocrate de Russie et un des responsables de la tendance Menchevik et partagea les vues de Léon Trotski dont il publia quelques grandes lignes lors de son séjour à New York en direction des militants socialistes américains.
En 1917, Lev Deutsch retourne en Russie et gagne Petrograd pour participer à la Révolution russe. Il écrira par la suite ses mémoires et mourra le 5 août 1941.